# Franz Harress
Franz Harress (1885-1915) est un mathématicien allemand, connu pour la première observation de l'effet Sagnac.

## Biographie
Franz Harress (‹ Harreß ›), naît le 30 août 1885,. Il suit des études d'astronomie à l'université d'Iéna. En 1909-1910, il réalise une expérience tendant à mesurer les propriétés de dispersion de différents verres à l'aide d'un interféromètre annulaire en rotation. Il observe le déplacement de franges d'interférence qu'il ne sait pas expliquer. En 1912, il publie ses résultats. En 1914, Paul Harzer (1857-1932), professeur d'astronomie à l'université Christian-Albrecht de Kiel et directeur de son observatoire, publie un article dans lequel il discute les résultats de l'expérience ; il y montre qu'ils mettent en évidence l'effet Sagnac. Depuis, Harress est considéré comme la première personne à avoir observé l'effet Sagnac. Harress meurt pendant la Première Guerre mondiale, en 1915. En 1920, Otto Knopf (1856-1945) publie les derniers résultats de l'expérience de Harress,. Ses travaux sur l'effet Sagnac ont été étudiés par le physicien Max von Laue dans son article Zum Versuch von F. Harreß publié en 1920. En 1926, le physicien hongrois Béla Pogány (1887-1943) réalise une version améliorée de l'expérience de Harress, version qu'il appelle l'expérience « de Harress-Sagnac ».

#### Décès
- [Acloque 1982] Paul Acloque, Histoire des expériences pour la mise en évidence du mouvement de la Terre, Paris et Orsay, CNRS – CDSH, SFHST et CIEEIST, coll. « Cahiers d'histoire et de philosophie des sciences / nouvelle série » (no 4), 1982, 1re éd., III-141 p., ill., 26 cm, broché (ISBN 2-222-03167-2 et 2-222-03123-0, EAN 9782222031239, OCLC 461863240, BNF 34719633, SUDOC 000647888, lire en ligne), sur Gallica.
- (de) « Liste der im Weltkrieg Gefallenen », Chemiker Zeitung (en), vol. 39, no 156,‎ 29 déc. 1915, p. 996-1000  — s.v. Dr. Franz Harress, p. 997, col. 2.

#### Iconographie
- [Wolfschmidt 2015] (de) Gudrun Wolfschmidt, « Die Bamberger Sternwarte im Kontext der Observatorien um 1900 am Übergang von klassischer Astronomie zu moderner Astrophysik », dans Gudrun Wolfschmidt (de) (dir. et préface), Astronomie in Franken : von den Anfängen bis zur modernen Astrophysik. – 125 Jahre Dr. Remeis-Sternwarte Bamberg (1889), Hambourg, Tredition, coll. « Nuncius Hamburgensis : Beiträge zur Geschichte der Naturwissenschaften » (no 31), décembre 2015, 1re éd., 696 p., ill., 17 × 22 cm (ISBN 978-3-7345-0248-4, EAN 9783734502484, OCLC 973319540, présentation en ligne), chap. 17, p. 273-307 lire en ligne [PDF])  — figure 17.15, p. 298 : photographie de Franz Harress (debout, à droite) à l'observatoire de l'université d'Iéna en 1910.